# 振袖いちま
『振袖いちま』（ふりそでいちま）は、須藤真澄による日本の漫画。『月刊MOE』1990年11月号から『コミック・モエ』を経て『コミックFantasy』No.14（1995年11月）まで連載された。単行本は1・2巻が1993年・1994年に偕成社から出版されたが、休載のため3巻が刊行されず長らく未完結のままだった。2002年に装丁を新たにして全3巻でエンターブレインより出版された。最終話は新規に書き下ろされている他、付録の着せ替えジオラマが大幅に追加されたりしている。
偕成社版の1巻には「夢と野望の市松人形」、2巻には「愛と気合の市松人形」という副題が付いていたが、エンターブレイン版には特に付いていない。

## 作品概要
美少女を描くことに関して独特の技法を持つ作者であるが、（「須藤真澄」の頁参照）彼女自身、美少女を主人公とした長編はほとんど描いておらず、1話完結形式か、長くても単行本1冊（『アクアリウム』等）である。そうした中で、本作は単行本3巻ではあるが、彼女の作品中、美少女を主体としたものでは異例の長さである。（ただし短編集あゆみによれば、本来は一回限りの読み切りの予定であったと書かれている。）物語は大きな流れを持つが、基本的に一話完結の形式をとっている。

## あらすじ
女子高生ゆきは、母に曾祖母の形見という市松人形をもらう。部屋に飾り名前をたずねると、人形が「いちま」と答えた。なんとその人形は、考え、話す人形だったのだ。いちまは曾祖母のことを「お友達」と呼び、ゆきが生まれる前に亡くなっている「お友達」をしのび、小川の土手に連れて行くよう、ゆきに頼む。すると人形は、等身大の振袖の美少女に変身した。別れを告げるいちまを呼び止めて面倒をみることにしたが、ゆきはいちまの「お友達」の叶えられなかった夢を代わりに叶えたいという思いに応えるため、不平を言いながらも彼女のために尽くすのであった。やがて、ゆきも新しい「お友達」となって行くのである。

## 主要登場人物

### 主人公
いちま
本作の主人公。大正時代に作られた市松人形。髪は市松人形特有の前髪を切り揃えたロングヘア。考え・会話することが出来る。特定の川の特定の土手に来ると、人間の大きさ・形態（高校生くらいの少女）になることが出来、また、同じ場所で元の人形形態に戻ることが出来る。この拡大・縮小の時、身に着けていた物も同様に拡大・縮小される。人間形態の時は、飲食以外はほぼ人間と同じことができる。むしろ腕っ節は強い。人形形態のときは会話することぐらいしかできない。誰とでも会話可能なのだが、秘密保持のため、人形形態時は基本的にゆきとしか会話しない。人形なので、あらゆる常識に疎く（例えば病気が理解できない）、料理など日常的なことも出来ない。それを、見よう見まねで強引に実行するので、面倒が大きくなる。人間形態での体の比重は小さく、浮き輪のように水面上に体全体が浮いてしまう。プライドが高く、強心臓で、自己中心にすべてのことを考え・行動するが、実はとても甘えん坊で寂しがりや（かまってほしい）。今は亡き「お友達（ゆきの曾祖母）」との懐かしい思い出には誠実。ゆきにはひたすら甘えて、迷惑をかけることも厭わないが、他の人間には基本的に外面は良い。客観的に見るとゆきが被害者なのだが、いちまはゆきに悪意は無く、むしろかつての「お友達（ゆきの曾祖母）」亡き後の現在の唯一無二の「お友達」と思っており、それゆえゆきには甘えまくるのである。ちなみに、ゆきのことは「ゆきさん」と呼ぶ。
嫌いな言葉は「どうせ」と「辛抱」。
ゆき
本作の実質的な主人公。髪はやや栗毛色のかかった三つ編み1本。某女子高（第2巻「振袖いちまの奉公」でゆきの学校の文化祭の看板が「□□女子高祭」となっている）の1年B組所属。得意は裁縫。
去っていくいちまを呼び止め、自分の部屋に置くことにしたが、いちまが「お友達（ゆきの曾祖母）」がらみの思い出でつぎつぎと出す要求を、次々と（基本的に）独力で実現しなければならないはめに陥る。別に義務でも何でもないのだが、一種の優しさからいちまのわがままに付き合う。また、いちまはゆきの同情に訴える作戦を使うこともある。はじめは曾祖母の夢を叶えるのに尽力しようと、死に物狂いで人形屋さんを開くが、それが終わると、実は夢はひとつではなかったことをいちまに聞かされ、愕然とする。そこから、ゆきの終わりなき戦いが始まるのである。いちまのことは普通「いちま」と呼ぶが、「いっちゃん」と呼んだこともあった（3巻「振袖いちまの着物」）。
学校の制服はセーラー服を基本とした形式で、白の衿の白シャツに明るい薄緑色のセーター。スカートは渋い薄緑の地に緑・青の帯と柿色の線のタータンチェック柄のボックスプリッツのミニスカート。校章は左胸につける。

### その他
本物語はいちまとゆきの2人を主軸に描いたものであり、上記2名の主役以外のキャラクターは出演頻度が格段と低くなる。
いちまの「お友達」= ゆきの曾祖母（本名：いく）
本名は本編では登場せず、単行本3巻のあとがきで明かされる。もう死んでいるので、いちまの思い出としてしか出てこない。しかし、物語始まりのきっかけとなる重要な場面であり、1～2カットでも、ほとんどの回に登場する。年齢20代くらいで描写される。おもざしがゆきに似ている。いちまも「お顔が良く似ている」と証言している。いちまの発想・行動の起点であり、ゆきの労働の元凶でもある。しかし、ゆきの献身的努力により、いちまとゆきは新たな真の「お友達」になれた。
ゆきの母（マチ子）
いちまを物置に閉じ込めた張本人。「お嫁に来たばかりで若かったから市松人形ってなんか怖かった」というのが理由。健康的で明るい母親。ゆきとはあまり似ていない。
ゆきの父
顔はゆきの祖父似。ほとんど登場しない。3巻の「振袖いちまの記憶」で顔が分かる。几帳面な性格。その超人的記憶力にはいちますら恐れをなす。いちま手製の暴力的な味のペパーミントアイスを笑顔で完食してくれたことで、いちまは好意を持つ。
ゆきの父方の祖父
ゆきのおじいちゃん。いちまにとっては「お友達」のおぼっちゃま。当時、おぼっちゃまは悪戯盛りで、いちまは逆さ吊りにあったり虐待の限りを尽くされた。そのため、いちまにとっては最も恐ろしくかつ憎むべき敵である。今は、もう老齢になったおぼっちゃまに復讐を試みるが、敵も手ごわく、いちまとおじいちゃんの戦いは続く。
ゆきの父方の祖母
ゆきの祖父に嫁いできた。洋風の暮らしを好み、家をカントリー風に改造しようと企てる。ゆき以外でいちまの正体を知る唯一の人物。ゆきが作ったいちまの妹人形「にま」を、ゆきからプレゼントされる。
ゆきの親友二人組
一人はショートヘアのカチューシャ装備。一人はお下げの三つ編み。2人はゆきの大の仲良しで、いちまの労働をするゆきの手伝いをしてくれたこともあった。学校のクラスは別。いちまの人間形態とは顔見知りで「着物ガール」と呼んでいる。カチューシャの方は途中で転校してしまう（3巻「振袖いちまの一葉」）。

## 物語

### 第1巻「夢と野望の市松人形」（偕成社版のみ副題付き）
表紙のゆきは着物姿（エンターブレイン版）。巻頭に厚紙切り取り・組み立て式の「いちまドールハウスセット」が4枚分おまけで付いている（偕成社、エンターブレイン共通）。
「振袖いちまの友情」
ゆき（高一）の曾祖母の形見の市松人形が物置から発見された。母は嫁入り当時怖くて封印してしまったのだ。母はゆきにこれを押し付けるように与えるが、不承不承ながらも部屋に飾った人形に名を問うと「いちま」と答えた。なんと会話できる人形だった。ゆきに手伝ってもらって曾祖母（いちまは「お友達」と呼ぶ。）に線香をあげた後、小川の土手へ連れて行ってもらうと、そこでなんと、人形は等身大の振袖姿の美少女に変身してしまった。お友達の叶えられなかった夢を叶えるための旅に出ると、暇乞いを告げて立ち去る少女を、そのかっこうでは目立つからとゆきは家に引き戻し、彼女のために服を作ってあげるのだった（そのわりに、いちまは2話目からも同じ振袖を着続けている）。そのままなし崩しに、いちまはゆきの家に居付くことになる。
「振袖いちまの野望」
いちまの「お友達」の夢は人形を作って皆に上げることだったといちまが言う。それをゆきに「がんばるの」とやんわり強制する。材料代で小遣いが無くなった挙句、1ヶ月間の不眠不休の作業で人形が揃い、自宅の庭でぬいぐるみマーケットを開くことができた。これ以来いちまは曾祖母を「前のお友達」と呼ぶことがあり、どうやらゆきも「お友達」に昇格したようである。しかし、「（前の）お友達」の夢はまだ他にたくさんあったのだ。ゆきの苦難の日々が始まる。
マーケットのドサクサで着せ替えられ、いちまの着物がなくなってしまう。第3巻「振袖いちまの着物」でやっと取り返すことが出来る。
「振袖いちまの要求」
今度はミルクホールをやるのが「お友達」の夢だった言ういちま。いちまが思い出話を始めると悪い予感し始めるようになるゆきだった。ゆきは不承不承屋台のミルクホール作りの労働に精を出す。ところが、ゆきが喜んでないことに不満を持ついちまは号泣する。いちまは、喜びもゆきに共にしてほしかったのだ。いちまがゆきに完全に甘えていることが分かってくる。
「振袖いちまの挑戦」
ゆきの父方の祖父が、ゆきの家に泊まりに来る。即ち「お友達」の息子であり、腕白坊主が日本人形など見れば虐待すると相場が決まっている。いちまも、かつてこの「おぼっちゃん」に悪行の限りを尽くされた最も恐ろしい、そして憎むべき不倶戴天の敵である。いちまが原型を留めているのも「お友達」が守ってくれたからに他ならない。いちまは天敵に怯えながらも戦いを挑む。
「振袖いちまの内緒」
ゆきの誕生日に合わせていちまとゆきの2人で童話を作ると、いちまに宣言されてしまった。しかし、2人の共同作業はギクシャクして、ついにいちまは家出してしまう。実はいちまは、「ゆきさん誕生日おめでとう」という短文を書くため何日も練習していたのだ（いちまは字が下手）。
「振袖いちまの義妹」
いちまの妹人形を作ろうという物騒な話が持ち上がってきたときに、ゆきの父方の祖母登場。即ち前記祖父の妻。このおばあちゃんはどちらかというとかつていちまを祖父から守ってくれた恩人でもあり、今回もいちまの着物用に端切れを大量に持ってきてくれた。それでも、いちまは祟ろうと固執するが、失敗。おばあちゃんはひたすらいちまに良くしてくれる。結局、出来た妹は「にま」と名付けられいちまの提案で祖母にプレゼントされる。このとき、髪型からいちまの正体を見破られてしまう。
「振袖いちまの舞踏」
ダンスホールとドレスを作ってほしいというのが今回のいちまの要求。ドレスは作れるが、ダンスホールなど出来っこないので、例によって庭をビヤホール風に仕立てて何とかごまかす。いちまの感想は「ゆきさんって…踊りどヘタ」。

### 第2巻「愛と気合の市松人形」（偕成社版のみ副題付き）
表紙のゆきはモダンガール姿（エンターブレイン版）。巻頭に「はじめてのおこづかい」と題した、絵本風漫画がオールカラーで4ページ載っている（偕成社、エンターブレイン共通）。
「振袖いちまの没収」
学校で勉強したいとごねるいちま（当然お友達のゆめにかこつけて）。ゆきは一計を案じ、おとなしくしていないと没収されてギッタギタにされてしまうと、いちまを脅しおとなしくさせることに成功するが、ロッカーの上のいちまが発見されてしまった。「没収しますよ」と先生の手が伸びる。いちまの運命やいかに。
「振袖いちまの場所」
「お友達」の命日と欺いて全財産で大量の花をゆきに買わせたいちま。ゆきは怒り心頭に発していたが、実はこれは、お花やさんをしたいという「お友達」の夢を実現するための計略だったのだ。いちまも次第に作戦を用いるようになってきている。花屋でバイトしたりもする。
この話では珍しく、「お友達」が年を取ってきてからの話とか、ゆきの死後の話とか、時間経過を物語る話が挿入される。「時は流れる いちまは残る」という感傷的な言葉も添えられている。ゆきが「前のお友達」になってしまう日も来てしまうだろう（いちまが壊れない限り）。
「振袖いちまの鼻歌」
「お友達」の思い出の曲を、バイオリンで弾くよういちまがゆきに、例によってやんわり強要する。そのとき祖父がぎっくり腰になって手伝いに来て欲しいと連絡が入り、いちまも無理やり付いて行く（人間形態で）。おじいちゃんといちまの壮絶なリターンマッチが、バイオリンを介して始まる。
「振袖いちまの奉公」
いちまが突然人間形態になれなくなった、これは天国の「お友達」が「もういいですよ」と言ってくれているからだと嘆く。ゆきは労苦から解放されたと安心するが、実はこれは文化祭にいちまが乱入し、主役のシンデレラを演ずるための役作り兼ゆきを油断させるためのものだった。ゆきのクラスの出し物「シンデレラ」は、人間形態のいちまに完全に乗っ取られ、引っ掻き回されてしまった。
「振袖いちまの純愛」
いちまに恋をした中学生が出てきた（トモヲくん）。いちまは「お友達」の大恋愛をしたいという夢を叶えるため彼とデートする。もともと非常識ないちまが、デートなどというデリケートな行為が出来るわけも無く、ゆきの監視付きでもデートは目茶目茶になってしまう。それでもトモヲくんは諦めない。
「振袖いちまの看護」
ゆきが風邪で高熱を出して寝込んでしまう。両親は旅行（本来一家で出かける予定だった）。ゆきを看病できるのはいちまのみという恐るべき事態。いちまは看病はおろか病気すら知らない（人形だから）。悪意はないが、殺人的な看病が始まった。ゆきは生き残ることができるのか?

### 第3巻（副題無し）
表紙のゆきは現代の女子高制服姿（エンターブレイン版）。
「振袖いちまの一葉」
ゆきの2人の親友のうち、カチューシャをした方が引越しでいなくなってしまう。3人で初めて撮った写真という話題から、いちまは「お友達」とご主人の記念写真の話をしだし、3人の記念写真はいちまが撮ってあげようという、例に無く安全な流れになってきた。撮影会は始まったが、いちまの注文が多くて難航する。雨は降る。実は、これは純粋にゆきたちのためにいちまが提案したものだったのだ（だから雨が降った）。最終的に撮影は順調に進んだ。しかし出来上がった写真には驚くべき事態が。
「振袖いちまの避暑」
夏休み後半三つ編みの親友といっしょに、カチューシャの親友の所へ遊びに行けるかと盛り上がっていたら、いちまのごり押しでゆきは海水浴に行くことになった。ところが、いちまに荷物番をしてもらったら全部流されてしまい、有り金・着替えを失い呆然とするゆき。そんなゆきにナンパの手が迫る。
この話で、人間形態のいちまの比重がゼロに近いことが分かる（つまり水面上に全身が出る）。
「振袖いちまの冒険」
親戚の小学校1年生の男の子、こうた君を1週間預かることになった。彼はテレビゲームに夢中で、いちまがいくら気を引こうとしても見向きもしない。しかし、彼からゲーム機を取り上げたいちまは、今度は自分がゲームに没頭してしまうのだった。
「振袖いちまの番外」
異色の番外編。時は大正の頃（たぶん）。人形師が市松人形の顔が決まらず悩んでいた。散歩しているとやってきた渡し舟の少女がイメージにピッタリだった。こうして作られたのがいちまということらしい。人形師はゆきの祖父、少女はいちまを幼くした感じ、少女の下女はゆきにそれぞれ似せてある。
「振袖いちまの記憶」
ゆきの父がまともに登場する唯一の話。いちま手作りのペパーミントアイスを、おとうさんに食べてもらう話。父は壮絶な味のアイスを笑顔で平らげる。いちまは、これで祖父とちがって父は味方だと思い込む。
「振袖いちまの着物」
第1巻「振袖いちまの野望」で失くした「お友達」手製の着物が隣家に有ることが分かった。ところが、隣のおじいさんはどういうわけかゆきに冷たい態度をとる。着物は当然取り返せない。いちまは強硬手段に出る。
「振袖いちまの大祭」（最終回）
この話のみ単行本用の描き下ろしである。
物置からひいおばあちゃんの形見の人形がもうい1体見つかった。いちまが増えるのかと戦慄するゆきであったが、その内裏雛は普通の人形だった。お雛様のような十二単衣（じゅうにひとえ）を着たがるいちまに、いつものようにごり押しされ作業を始めるゆき。ゆきの作業中、いちまは走り回り、今までゆきが作ってくれた物を一堂に集め、雛壇の上に並べる。こうしていちまの晴れ舞台が出来上がった。ゆきはいちまと並んだ内裏雛に「初めまして わたしがいちまの友達です」と挨拶するのだった。